# Dendromus
Dendromus là một chi động vật có vú trong họ Nesomyidae, bộ Gặm nhấm. Chi này được Smith miêu tả năm 1829. Loài điển hình của chi này là Dendromus typus Smith, 1829 (= Mus mesomelas Brants, 1827).

## Hình ảnh

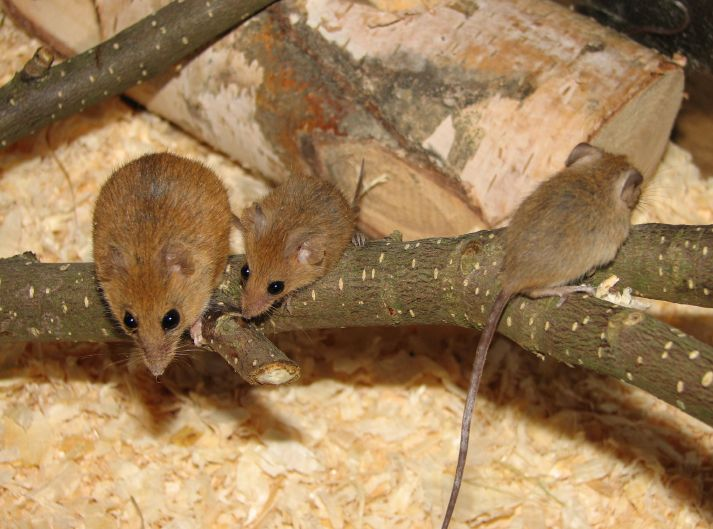

## Các loài
Chi này gồm các loài: